# ノヴィ・サド
ノヴィ・サド（セルビア語:Нови Сад / Novi Sad - 発音: [nóviː sâːd]、ハンガリー語:Újvidék、スロバキア語:Nový Sad、パンノニア・ルシン語:Нови Сад）は、セルビア北部の都市、およびそれを中心とした自治体であり、同国北部を占めるヴォイヴォディナ自治州の州都、南バチュカ郡の中心地である。街はパンノニア平原の南部、ドナウ川沿いにある。
ノヴィ・サドは、首都ベオグラードに次いでセルビアの第二の都市である。2010年8月のデータによると、市街地には293,508人が住んでおり、街を中心としたノヴィ・サド市の人口は382,010人である。市域はバチュカ地方とスレム地方にまたがっており、両地方はドナウ川で隔てられている。街の北にはドナウ＝ティサ＝ドナウ運河（Danube-Tisa-Danube Canal）が通過し、ドナウ川へと合流している。南ではフルシュカ・ゴーラ（Fruška Gora）山脈の北斜面に接している。
街は1694年に築かれたもので、ハンガリー王国の重要な戦略拠点であったペトロヴァラディン要塞からみて、ドナウ川を挟んで反対側にセルビア人の商人らが入植したのが始まりであった。18世紀から19世紀にかけて、ノヴィ・サドは商業と製造業の重要な拠点となっていった。1848年革命で破壊されたが後に復興し、セルビア人の文化的な一大拠点へと成長、「セルビア人のアテネ」の愛称も生まれた。歴史上、ノヴィ・サドは常に多民族混住の地であり、中でもセルビア人、ハンガリー人、ドイツ人が主要民族であった。現在のノヴィ・サドも多民族社会が維持されており、またセルビア経済の重要拠点であり、文化的な中心地の一つである。

## 呼称
「ノヴィ・サド」の名は、セルビア語で「新しい入植地」を意味している。都市権を得たことによるラテン語名は「Neoplanta」である。地方行政で使われている公式な呼称は、以下のとおりである:
- セルビア語：グラード・ノヴィ・サド（Град Нови Сад / Grad Novi Sad、ノヴィ・サド市）
- ハンガリー語：ウーイヴィデーク・ヴァーロシュ（Újvidék város）
- スロバキア語：メスト・ノヴィー・サト（Mesto Nový Sad）
- パンノニア・ルシン語：ホロド・ノヴィ・サド（Город Нови Сад / Gorod Novi Sad）

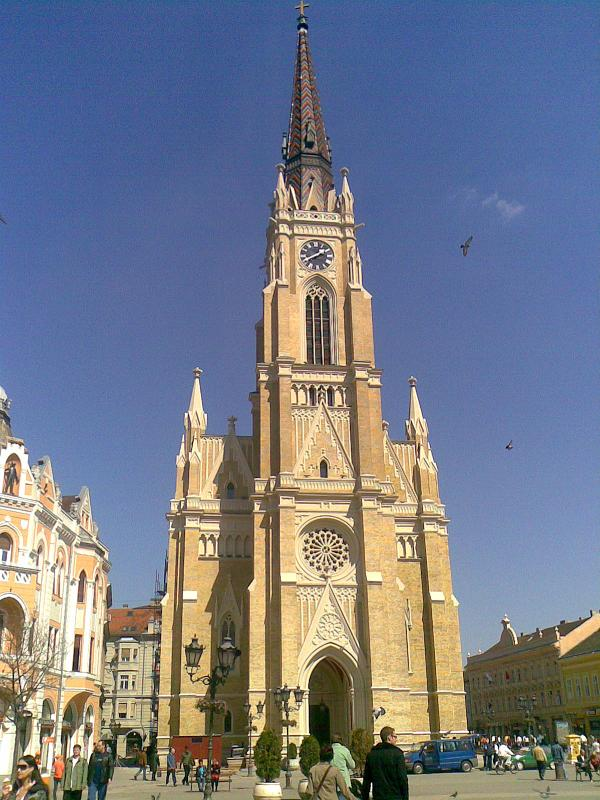
マリアの名聖堂（The Name of Mary Church）。街の中心にたち、当地では単に「大聖堂」と通称される。

この他に、ヴォイヴォディナ自治州の公用語に指定されているクロアチア語およびルーマニア語での呼称はいずれも「ノヴィ・サド（Novi Sad）」である。かつて、ドイツ語では「ノイシャッツ（Neusatz）」と呼ばれていた。
広義には、「グラード・ノヴィ・サド」とは「ノヴィ・サド市」を意味し、街の周りの広大な領域を含んだセルビアの行政区分の一つである。「ノヴィ・サド」は、ノヴィ・サド市の中心をなす市街地（ドナウ川左岸の市街地と右岸のスレムスカ・カメニツァ、ペトロヴァラディンを含む）を示すこともあれば、歴史的にノヴィ・サドと呼ばれてきたドナウ左岸の市街地のみを表し、スレムスカ・カメニツァやペトロヴァラディンを含めないこともある。
日本語表記においては、「ノヴィサド」「ノビサド」あるいは「ノーヴィ・サード」等の表記もみられる。

## 歴史

### 起源
この地域に人が住んでいた痕跡は、石器時代（紀元前4500年頃）にまで遡ることができる。当時の住居跡はドナウ川右岸、現在のペトロヴァラディンに残されている。この地域は紀元前4世紀頃にケルト人に征服され、紀元前1世紀に古代ローマに征服された。ケルト人はドナウ右岸の地に最初の要塞を築いた。ローマ統治下では、1世紀にクスム（Cusum）と呼ばれるより大きな要塞が築かれ、パンノニア属州に組み込まれた。5世紀のフン族の侵入により、クスムは破壊された。

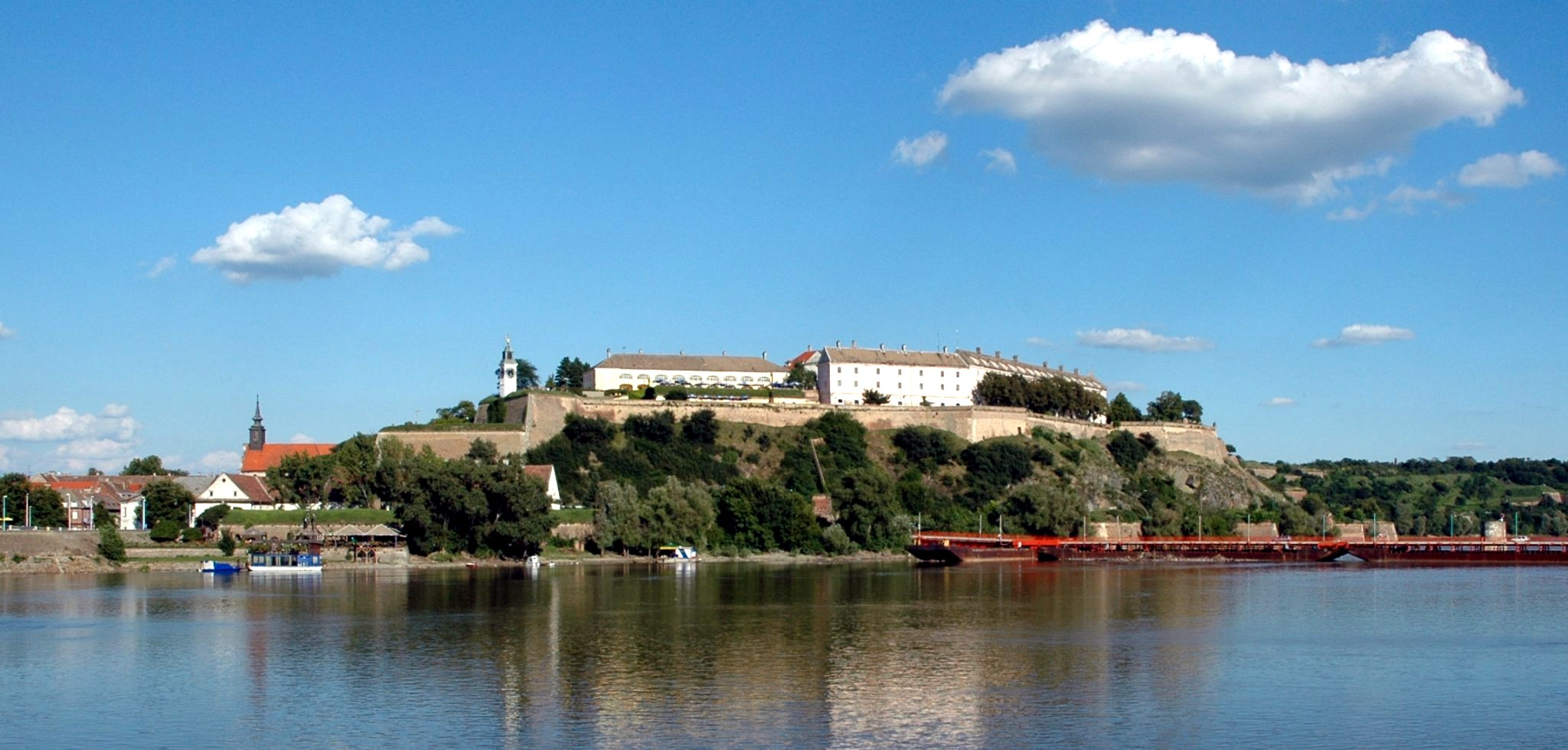
ドナウ左岸のノヴィ・サド市街地から、右岸の高台にそびえるペトロヴァラディン要塞を眺める（2005年8月）

5世紀末には、ビザンティン帝国によって再征服され、この町をクスム（Cusum）あるいはペトリコン（Petrikon）の名で呼んだ。その後、この町は東ゴート王国、ゲピド族、アヴァール、フランク人、ブルガリア人に征服され、再びビザンティンの手に落ちた。10世紀から12世紀にかけてはハンガリー王国の支配下となり、町は1237年の文献ではベーラクート（Bélakút）あるいはペートゥルヴァーラド（Peturwarad、後にペーテルヴァーラド（Pétervárad）、セルビア語でPetrovaradin）の名で記されている。この他にも、この年の文献では、現在のノヴィ・サド市街地（左岸地区）に含まれる地域に、複数の村の存在が記されている。
13世紀から16世紀にかけて、現在のノヴィ・サドの市街地に相当する部分には3つの集落があった:
- ドナウ川右岸
  - ペーテルヴァーラド（Pétervárad）。セルビア語ではペトロヴァラディン（Petrovaradin）
  - カメンツ（Kamanc）。セルビア語ではカメニツァ（Kamenica）
- ドナウ川左岸
  - バクシャ（Baksa）もしくはバクシャファルヴァ（Baksafalva）。セルビア語ではバクシャ（Bakša）もしくはバクシッチ（Bakšić）。
  - キューセントマールトン（Kűszentmárton）。セルビア語ではセント・マルトン（Sent Marton）
  - ビヴァヨシュ（Bivalyos）もしくはビヴァロ（Bivalo）。セルビア語でビヴァリョシュ（Bivaljoš）もしくはビヴァロ（Bivalo）
  - ヴァーサーロシュアヴァーラド（Vásárosvárad）もしくはヴァーラド（Várad）。セルビア語でヴァシャロシュ・ヴァラド（Vašaroš Varad）もしくはヴァラディンツィ（Varadinci）
  - ザヨル1（Zajol I）。セルビア語でサイロヴォ1（Sajlovo I）、ゴルニェ・サイロヴォ（Gornje Sajlovo）もしくはゴルニェ・イサイロヴォ（Gornje Isailovo）
  - ザヨル2（Zajol II）。セルビア語でサイロヴォ2（Sajlovo II）、ドニェ・サイロヴォ（Donje Sajlovo）もしくはドニェ・イサイロヴォ（Donje Isailovo）
  - ビシュトリッツ（Bistritz）。セルビア語でビストリツァ（Bistrica）

この他に、ノヴィ・サドの郊外には以下のような集落の存在が記されている:
- モルターヨシュ（Mortályos）。セルビア語ではムルトヴァリョシュ（Mrtvaljoš）
- チェネイ（Csenei）。セルビア語ではチェネイ（Čenej）
- ケメーンド（Keménd）。セルビア語ではカメンディン（Kamendin）
- レーヴ（Rév）。セルビア語ではリヴィツァ（Rivica）

これらの地名のいくらかはハンガリー語由来であり（たとえばベーラクート、バクシャファルヴァ、キューセントマールトン、ヴァーサーロシュアヴァーラド、レーヴなど）、これらの集落の初期の住民がハンガリー人（マジャル人）であったことを示している。他方、別の集落はスラヴ語に由来しており、また由来の明らかではないものもある。例えば、ビヴァロ（ビヴァリョシュ）は5世紀あるいは6世紀からのスラヴ人の集落であった。

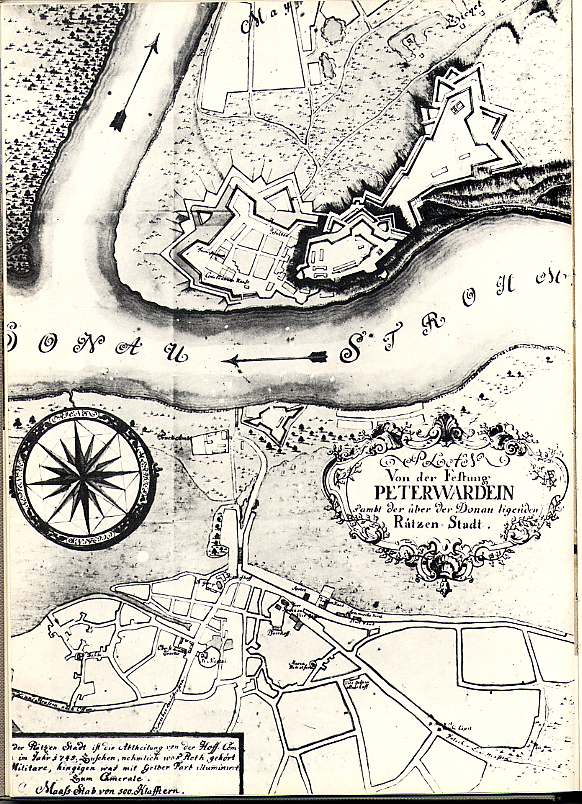
1745年のノヴィ・サド（ラッツェン・シュタット Ratzen Stadt）の地図

1522年の徴税記録によると、これらの集落ではハンガリー人の名前とスラヴ人の名前が混在しており、ボジョ（ハンガリー語: Bozso、Božo）、ラドヴァン（Radovan）、ラドニャ（Radonya、Radonja）、イヴォ（Ivo）などのスラヴ人の名前も見られる。16世紀から17世紀のオスマン帝国の侵攻以降、これらの集落の一部は破壊され、ハンガリー人の多くはこの地を去った。オスマン帝国期も存続していた集落では、セルビア人が多く暮らしていた。
1526年から1687年まで、この地域はオスマン帝国の統治下となった。1590年の時点で、現在のノヴィ・サドに相当する地域の村々には、全部で105世帯が暮らしており、ほぼ全てがセルビア人であった。しかし、オスマン帝国の記録は税を納めた住民の記録しか残っていないため、オスマン帝国軍に仕えた者の数などが含まれておらず、実際にはこの地に住んでいたセルビア人の数はこれを上回るものと考えられる。

### ノヴィ・サド市の始まり
ハプスブルク家による支配は17世紀末頃から始まった。正教会に属する住民は右岸のペトロヴァラディンへの居住を禁止され、そのために正教を信じるセルビア人の多くは左岸に居を構えるようになった。そのため、1694年にドナウ川左岸に新しい町が築かれた。この町ははじめ「セルビア人都市（ラッツェン・シュタット Ratzen Stadt）」と呼ばれていた。この他に、ペトロヴァラディンスキ・シャナツ（Petrovaradinski Šanac）の呼称も使われた。1718年、アルマシュ（Almaš）の住民がペトロヴァラディンスキ・シャナツに集団移住し、この町にアルマシュキ・クライ（Almaški Kraj、アルマシュ地区）が生まれた。
1720年の記録によると、セルビア人都市（ラッツェン・シュタット）にはセルビア人が112世帯、ドイツ人が14世帯、ハンガリー人が5世帯居住していた。1748年、彼らの住む町の名前は公式に「ノヴィ・サド」（Novi Sad、ラテン語呼称はネオプランタ Neoplanta）と定められ、町は帝国自由都市の地位を与えられた。
ノヴィ・サドを帝国自由都市と定めた勅令は1748年2月1日に発せられたもので、以下のとおりである:

朕、マリア・テレジア、神の恵みによる神聖ローマ帝国女帝、
ハンガリー、ボヘミア、モラヴィア、ダルマチア、クロアチア、スラヴォニア、ラマ、セルビア、ガリツィア、ロドメリア、ケルンテン（…）の女王、
係りうる全ての者に対して宣告する（…）誉れあるペトロヴァラディンスキ・シャナツ、バチュカ州サイロヴォのドナウの対岸の町は、神より授かりし朕の王権の権威と威信の力により（…）、この町を王国自由都市として強化し、朕のハンガリー王国その他の王国自由都市のひとつとして、その呼び名ペトロヴァラディンスキ・シャナツを廃し、ネオプランタ（ラテン語）、ウーイヴィデーク（ハンガリー語）、ノイシャッツ（ドイツ語）、ノヴィ・サド（セルビア語）へと改めることを認め、布告する。

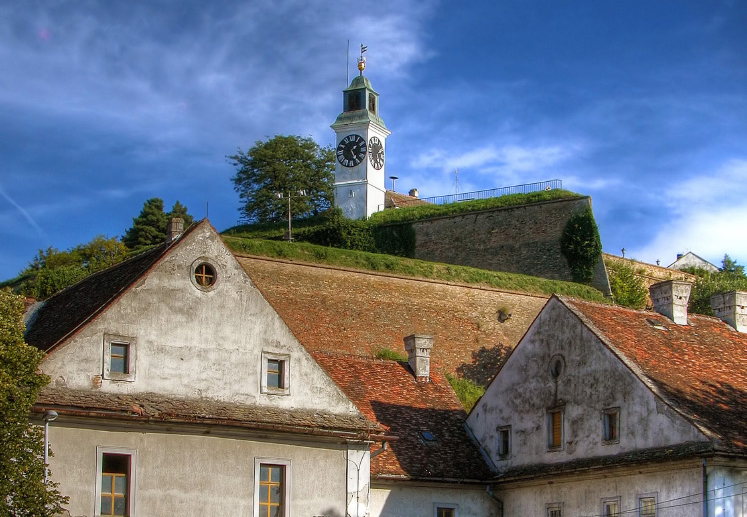
ペトロヴァラディン要塞（Petrovaradin fortress）。「ハプスブルクのジブラルタル」とも呼ばれる

18世紀から19世紀にかけて、ノヴィ・サドは世界最大のセルビア人人口を擁する街となった。セルビア語の改革を行なった言語学者のヴーク・カラジッチは、1817年にノヴィ・サドについて「世界最大のセルビア人の自治体」と書いている。ノヴィ・サドは、当時独自の国家を持たなかったセルビア人の政治的・文化的な拠点であった。その文化的・政治的な影響力のため、ノヴィ・サドは「セルビア人のアテネ（Srpska Atina）」と称されるようになった。1843年の資料によると、ノヴィ・サドには17,332人が居住し、うち9,675人が正教会、5,724人がカトリック教会、1,032人がプロテスタント、727人がユダヤ人、30人がアルメニア教会に属していた。街で最大の人口比率を占めたのはセルビア人であり、ドイツ人がこれに続いた。
1848年革命の間、ノヴィ・サドはセルビア・ヴォイヴォディナ（Serbian Vojvodina）と呼ばれる、ハプスブルク君主国傘下のセルビア人の自治州となった。1849年、ペトロヴァラディン要塞（Petrovaradin Fortress）のハンガリー王国軍が、ノヴィ・サドを攻撃・破壊し、多くの人口が失われた。1850年の統計によると、当時の人口は7,182人であり、1843年の17,332人から大きく数を減らしている。1849年から1860年まで、オーストリア皇室属領のセルビア・ヴォイヴォディナおよびタミシュ・バナト（Vojvodina of Serbia and Tamiš Banat）の一部となった。この自治州が廃止された後、街はハンガリー王国のバーチ＝ボドログ県（Bács-Bodrog）へと編入された。
1867年以降、街はオーストリア＝ハンガリー帝国のハンガリー王国の一部とされた。この間、ハンガリー王国政府によるマジャル化（Magyarization）政策が推進され、ほとんどをセルビア人が占めていた街の民族構成は大きく変動した。

### 第一次世界大戦以降

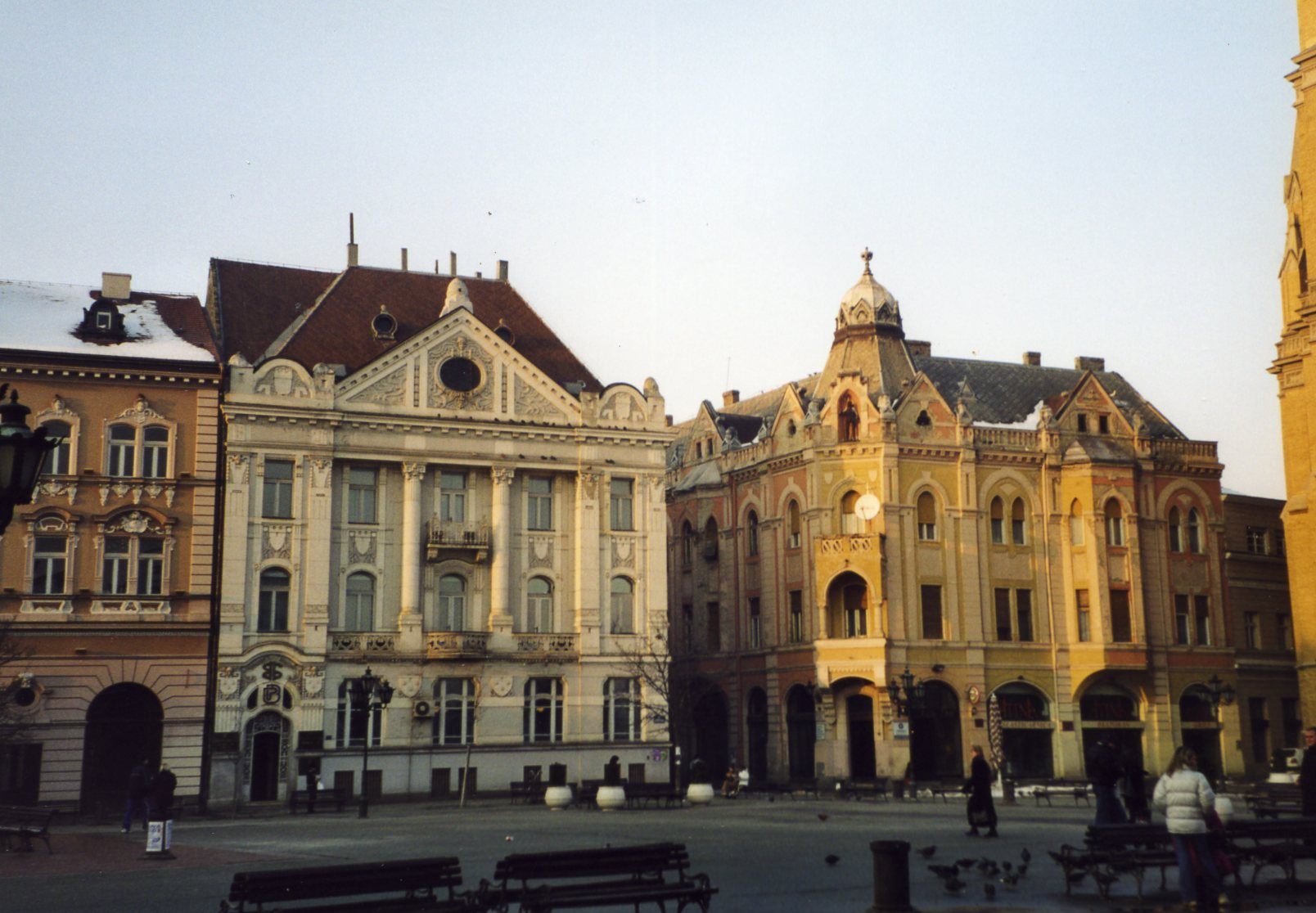
街の中心広場にみられる新古典主義の建築物

セルビア人によるオーストリア＝ハンガリー帝国皇太子暗殺（サラエボ事件）を機に第一次世界大戦が勃発。オーストリア＝ハンガリー帝国など中央同盟国は敗北し、セルビア王国を含む連合国が勝利した。休戦直後の1918年11月25日、ノヴィ・サドに置かれたヴォイヴォディナのセルビア人、ブニェヴァツ人その他の民族の議会は、ヴォイヴォディナ地域のセルビア王国への編入を決議した。同年12月1日、ノヴィ・サドはセルビア人・クロアチア人・スロヴェニア人王国の一部となり、1929年の制度改正によって国号はユーゴスラビア王国となり、ノヴィ・サドを含む地域はドナウ州（Danube Banovina）の一部となった。
第二次世界大戦初期の1941年、ユーゴスラビア王国はナチスドイツなど枢軸国によって侵略され、ノヴィ・サドを含む北東部はハンガリー王国に併合された。1942年ノヴィ・サド蜂起（Novi Sad raid）は1942年の1月21日から23日まで3日間続き、ハンガリー警察は、800人のユダヤ人を含む1,246人の市民を殺害し、極寒のドナウ川へと投げ捨てた。蜂起による最終的な死者数は2,500人程度にのぼるとみられる。あらゆる民族に属する市民 - セルビア人、ハンガリー人、スロバキア人など - が、枢軸国の統治に抵抗して共に戦った。これに対して1975年、ノヴィ・サドはユーゴスラビア人民英雄勲章（People's Hero of Yugoslavia）を与えられた。
1944年10月23日、トドル・ガヴリロヴィッチ・リルツ（Todor Gavrilovics Rilc）の指揮下、スレムおよびバチュカからパルチザンがノヴィ・サドに入城した。パルチザンによるバナト・バチュカおよびバラニャ軍政地帯（1944年10月17日 - 1945年1月27日）の統治下では、共産主義者のパルチザンは、枢軸国への協力者、新体制への脅威と考えられる人々が殺害された。2009年6月9日のヴェチェルニェ・ノヴォスティ（Večernje novosti）の記事によると、ノヴィ・サドでパルチザンに殺害された人々の大部分はセルビア人であった。パルチザンはまた、ハンガリー人やドイツ人に対する殺害をした。この間に2000人から10,000人が殺害されたともいわれている（3人のハンガリー人司祭を含む）。

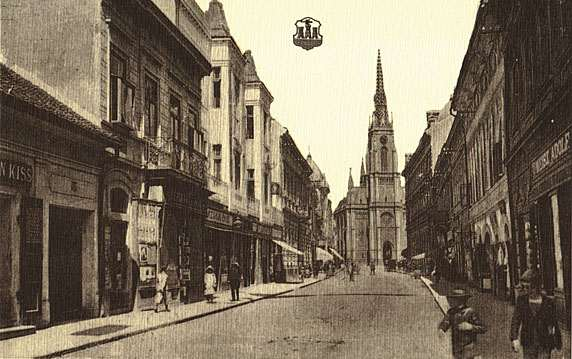
戦間期のノヴィ・サド（1920年）

ノヴィ・サドは、新たに社会主義国となったユーゴスラビアの一部となった。1945年以降、ユーゴスラビア連邦人民共和国・セルビア人民共和国の自治州としてヴォイヴォディナ自治州が設置され、ノヴィ・サドはその州都となった。その後、急速な工業化が進み、1992年のユーゴスラビア崩壊までに街の人口は倍以上に膨れ上がった。1992年以降はユーゴスラビア連邦共和国、2003年からは国家連合セルビア・モンテネグロ、2006年からは独立国となったセルビア共和国に属している。
1999年のコソボ紛争中のNATOによるセルビア空爆では、ドナウ川の両岸を結ぶノヴィ・サドの3つの橋は全て破壊され、通信、水道、電気のない状態に置かれた。住宅地にも何度もクラスター爆弾が投下され、石油精製施設は毎日空爆に遭い、深刻な公害・生態系の破壊も引き起こされた（ノヴィ・サドにおける1999年のNATO空爆）。

## 地理

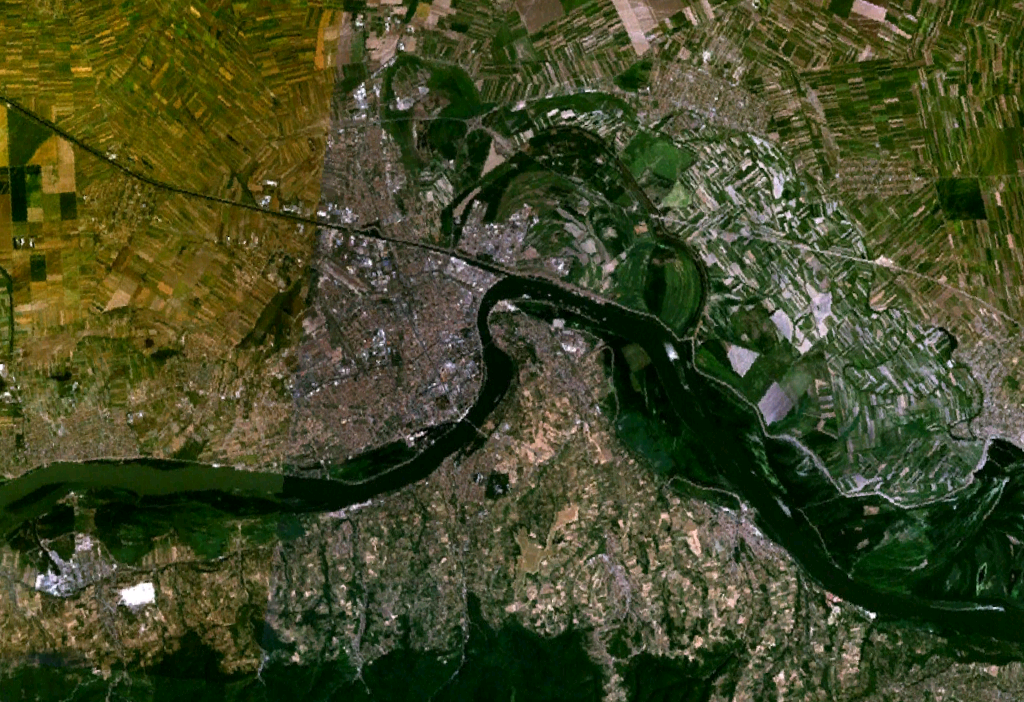
ノヴィ・サドの市街地と周辺の都市圏を写した衛星写真

ノヴィ・サドはセルビア北部の自治州ヴォイヴォディナにある。セルビア政府によると市の面積は699平方キロメートルであるが、市では702平方キロメートルとしており、うち129.7平方キロメートルを市街地としている。市はドナウ川両岸に広がり、一部でドナウ＝ティサ＝ドナウ運河（Danube-Tisa-Danube Canal）に接している。
ノヴィ・サド市はドナウ川左岸（北側）のバチュカと、右岸（南側）のスレムの2つの地方にまたがっている。ドナウ川はバチュカとスレムの歴史的な境界線となっている。バチュカ側はパンノニア平原南部のもっとも標高のひくい一帯であり、スレム側はフルシュカ・ゴーラ（Fruška Gora）地塁の北斜面となっている。ドナウ川に沿って、とくに左岸では沖積平野が形成されており、大きいところで川岸から10キロメートルに及んでいる。ノヴィ・サド市街の大部分は河岸段丘の上に築かれ、標高は80メートルから83メートルとなっている。フルシュカ・ゴーラ北斜面は激しい地すべりによって形成されているが、スレムスカ・カメニツァとペトロヴァラディン要塞の間のリブニャク（Ribnjak）地区以外では地すべりは活発ではない。

### 気候
ノヴィ・サドは大陸性気候の特徴を緩やかに持ち、四季がある。秋は春より長く、温暖で晴れた日が多い。冬はそれほど厳しくなく、気温が摂氏0度を超えない日は年間平均22日である。1月は最も寒く、平均気温は-1.9度である。春は通常短く、雨が多く、夏は急に訪れる。記録上で最も気温が低かったのは、1963年1月24日の摂氏-30.7度であり、最も高かったのは2007年7月24日の41.6度である。
コシャヴァと呼ばれる東南東の風は、カルパティア山脈から吹き降ろし、澄んで乾いた空気をもたらす。コシャヴァが吹くのはほとんどが秋か冬であり、2-3日周期で起こる。その風速は時速25-43キロメートル程であるが、場合によっては時速130キロメートルに上ることもある。冬季にはこれに冬の嵐が重なると、雪の吹き溜まりが形成される。冬のコシャヴァはまた、気温を氷点下30度近くまで押し下げることもある。
| ノヴィ・サド（リムスキ・サンチェヴィ地区） (1981–2010)の気候 | ノヴィ・サド（リムスキ・サンチェヴィ地区） (1981–2010)の気候 | ノヴィ・サド（リムスキ・サンチェヴィ地区） (1981–2010)の気候 | ノヴィ・サド（リムスキ・サンチェヴィ地区） (1981–2010)の気候 | ノヴィ・サド（リムスキ・サンチェヴィ地区） (1981–2010)の気候 | ノヴィ・サド（リムスキ・サンチェヴィ地区） (1981–2010)の気候 | ノヴィ・サド（リムスキ・サンチェヴィ地区） (1981–2010)の気候 | ノヴィ・サド（リムスキ・サンチェヴィ地区） (1981–2010)の気候 | ノヴィ・サド（リムスキ・サンチェヴィ地区） (1981–2010)の気候 | ノヴィ・サド（リムスキ・サンチェヴィ地区） (1981–2010)の気候 | ノヴィ・サド（リムスキ・サンチェヴィ地区） (1981–2010)の気候 | ノヴィ・サド（リムスキ・サンチェヴィ地区） (1981–2010)の気候 | ノヴィ・サド（リムスキ・サンチェヴィ地区） (1981–2010)の気候 | ノヴィ・サド（リムスキ・サンチェヴィ地区） (1981–2010)の気候 |
| 月                                                           | 1月                                                          | 2月                                                          | 3月                                                          | 4月                                                          | 5月                                                          | 6月                                                          | 7月                                                          | 8月                                                          | 9月                                                          | 10月                                                         | 11月                                                         | 12月                                                         | 年                                                           |
| ------------------------------------------------------------ | ------------------------------------------------------------ | ------------------------------------------------------------ | ------------------------------------------------------------ | ------------------------------------------------------------ | ------------------------------------------------------------ | ------------------------------------------------------------ | ------------------------------------------------------------ | ------------------------------------------------------------ | ------------------------------------------------------------ | ------------------------------------------------------------ | ------------------------------------------------------------ | ------------------------------------------------------------ | ------------------------------------------------------------ |
| 最高気温記録 °C （°F）                                       | 18.7 (65.7)                                                  | 22.4 (72.3)                                                  | 28.4 (83.1)                                                  | 31.0 (87.8)                                                  | 34.2 (93.6)                                                  | 37.6 (99.7)                                                  | 41.6 (106.9)                                                 | 40.0 (104)                                                   | 37.4 (99.3)                                                  | 29.3 (84.7)                                                  | 26.9 (80.4)                                                  | 21.0 (69.8)                                                  | 41.6 (106.9)                                                 |
| 平均最高気温 °C （°F）                                       | 3.7 (38.7)                                                   | 6.1 (43)                                                     | 12.0 (53.6)                                                  | 17.7 (63.9)                                                  | 23.0 (73.4)                                                  | 25.8 (78.4)                                                  | 28.1 (82.6)                                                  | 28.3 (82.9)                                                  | 23.6 (74.5)                                                  | 18.0 (64.4)                                                  | 10.5 (50.9)                                                  | 4.8 (40.6)                                                   | 16.8 (62.2)                                                  |
| 日平均気温 °C （°F）                                         | 0.2 (32.4)                                                   | 1.6 (34.9)                                                   | 6.4 (43.5)                                                   | 11.8 (53.2)                                                  | 17.3 (63.1)                                                  | 20.1 (68.2)                                                  | 21.9 (71.4)                                                  | 21.6 (70.9)                                                  | 16.9 (62.4)                                                  | 11.8 (53.2)                                                  | 5.9 (42.6)                                                   | 1.5 (34.7)                                                   | 11.4 (52.5)                                                  |
| 平均最低気温 °C （°F）                                       | −3.1 (26.4)                                                  | −2.4 (27.7)                                                  | 1.5 (34.7)                                                   | 6.2 (43.2)                                                   | 11.3 (52.3)                                                  | 14.1 (57.4)                                                  | 15.5 (59.9)                                                  | 15.3 (59.5)                                                  | 11.4 (52.5)                                                  | 6.9 (44.4)                                                   | 2.2 (36)                                                     | −1.5 (29.3)                                                  | 6.5 (43.7)                                                   |
| 最低気温記録 °C （°F）                                       | −28.6 (−19.5)                                                | −24.2 (−11.6)                                                | −19.9 (−3.8)                                                 | −6.2 (20.8)                                                  | −0.4 (31.3)                                                  | 0.2 (32.4)                                                   | 6.6 (43.9)                                                   | 6.9 (44.4)                                                   | −1.6 (29.1)                                                  | −6.2 (20.8)                                                  | −13.8 (7.2)                                                  | −24.0 (−11.2)                                                | −28.6 (−19.5)                                                |
| 降水量 mm （inch）                                           | 39.1 (1.539)                                                 | 31.4 (1.236)                                                 | 42.5 (1.673)                                                 | 49.2 (1.937)                                                 | 63.0 (2.48)                                                  | 91.4 (3.598)                                                 | 64.3 (2.531)                                                 | 57.5 (2.264)                                                 | 53.8 (2.118)                                                 | 52.7 (2.075)                                                 | 53.8 (2.118)                                                 | 48.8 (1.921)                                                 | 647.3 (25.484)                                               |
| 平均降水日数 （≥0.1 mm）                                     | 12                                                           | 10                                                           | 11                                                           | 12                                                           | 13                                                           | 12                                                           | 10                                                           | 9                                                            | 10                                                           | 9                                                            | 11                                                           | 13                                                           | 132                                                          |
| % 湿度                                                       | 85                                                           | 79                                                           | 71                                                           | 67                                                           | 66                                                           | 69                                                           | 68                                                           | 68                                                           | 72                                                           | 76                                                           | 82                                                           | 86                                                           | 74                                                           |
| 平均月間日照時間                                             | 64.8                                                         | 99.0                                                         | 156.4                                                        | 190.1                                                        | 250.8                                                        | 269.4                                                        | 303.6                                                        | 285.8                                                        | 205.7                                                        | 158.9                                                        | 92.4                                                         | 58.4                                                         | 2,135.3                                                      |
| 出典：Republic Hydrometeorological Service of Serbia         |                                                              |                                                              |                                                              |                                                              |                                                              |                                                              |                                                              |                                                              |                                                              |                                                              |                                                              |                                                              |                                                              |

## 街のつくり

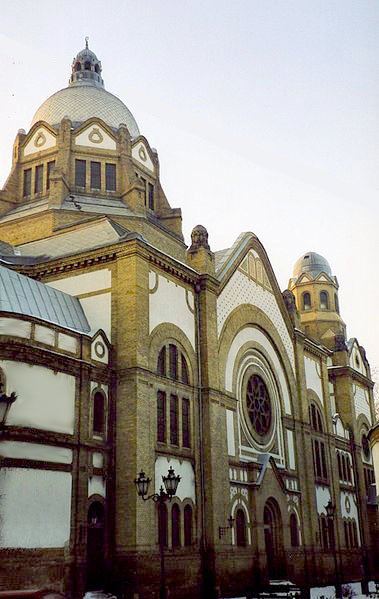
ノヴィ・サド・シナゴーグ

ノヴィ・サドの市街地の人口は216,583人であり、ドナウ川左岸地区（ノヴィ・サド本体、人口 191,405人）と、右岸の2つの地区・ペトロヴァラディン（人口 13,973人）およびスレムスカ・カメニツァ（人口 11,205人）から成っている。
ノヴィ・サドは典型的な中央ヨーロッパの街である。19世紀以前の建物はあまり多くのこされていない。これは、1848年革命の鎮圧などによって建物の多くが破壊されてしまったためである。したがって、旧市街に見られるたてもののほとんどは19世紀のものである。旧市街を取り巻く一帯は小さな戸建の家が多く立ち並んでいるが、こうした建物は高層の現代的な建物にとって代わられつつある。
社会主義時代には、広い通りと高い建物からなるブロックが街の中心を取り巻くように形作られた。しかし、社会主義国にみられるような超高層の集合住宅はあまり多くなく、10階を越す建物で残っているのは40から50程度であり、その他の多くは3階から6階建てのアパートである。古い家々の間を突き抜ける大通りが1962年から1964年にかけて築かれ、主要な交通路となっている（現在のオスロボジェニャ大通り）。かつてよりあった旧市街から放射状に広がる路地の上に重なるようにして、同様の大通りが何本か築かれ、互いに直交するネットワークを形作っている。こうした開発によって街は無秩序な発展を免れており、1950年代より人口は3倍に膨れ上がり、自動車の台数も急激に増加しているものの、渋滞はそれほど大きな問題とはなっていない。

### 地区

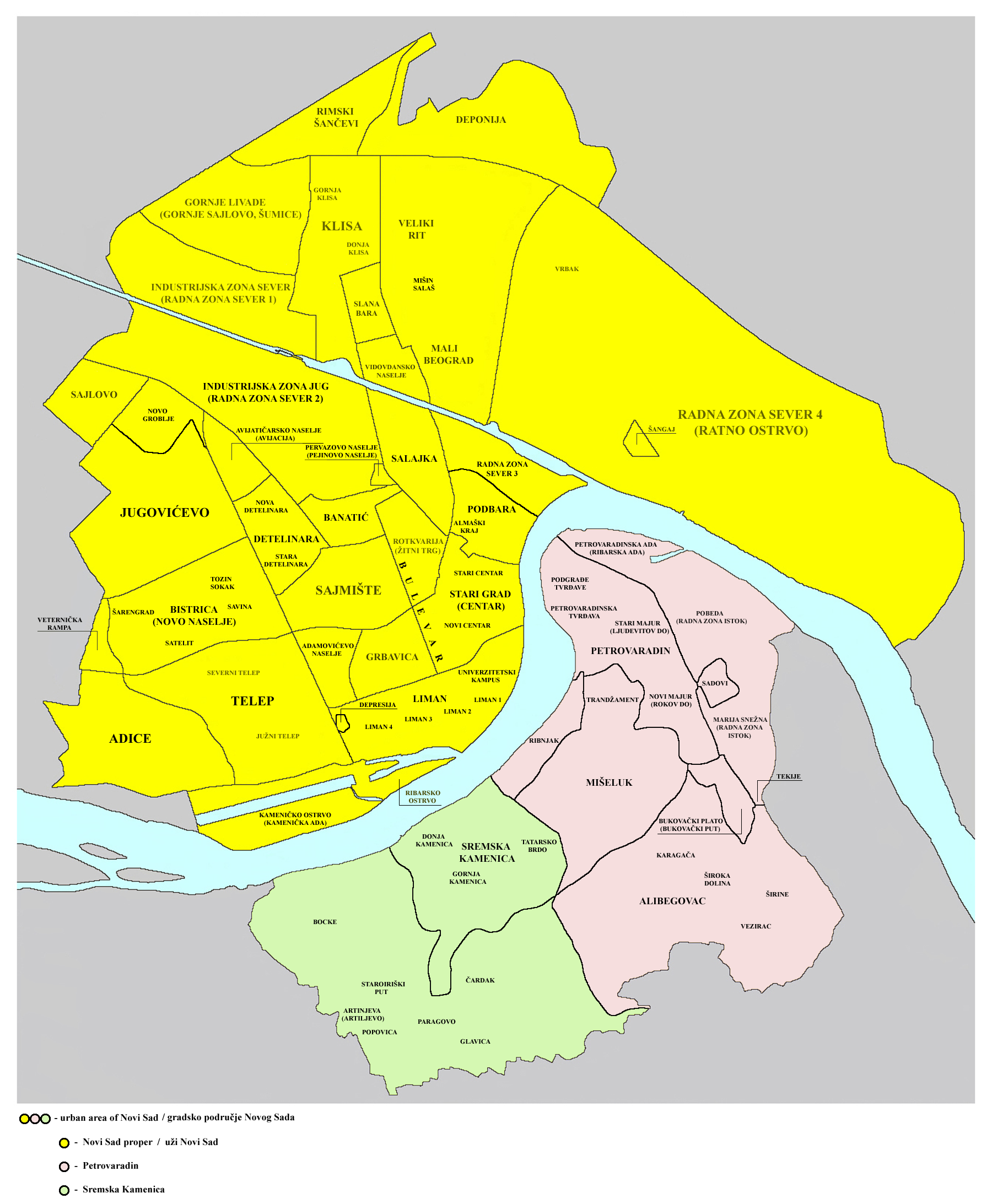
ノヴィ・サド市街地の地区

ノヴィ・サド市街地で最も古い地区はスタリ・グラード（Stari Grad、旧市街）やロトクヴァリヤ（Rotkvarija）、ポドバラ（Podbara）、サライカ（Salajka）などであり、1694年に統合されてノヴィ・サドが誕生した。ドナウ右岸のスレムスカ・カメニツァ（Sremska Kamenica）、ペトロヴァラディンはかつては別の街であったが、現在ではノヴィ・サド市街地に含まれる。リマン（Liman、リマンIからリマンIVまで4つに分かれる）やビストリツァ（Novo Naselje）などは1960年代から1980年代にかけて、広い大通りや現代的な建物とともに作られた地区である。
リマンやデテリナラ（Detelinara）、ビストリツァ等の、高層の集合住宅が立ち並ぶ新しい地区は、かつては原野や森であったが、第二次世界大戦後の急速な人口流入に対応して開発されたものである。市の中心部の、ロトクヴァリヤやブレヴァル（Bulevar）などの地区の古い家々は1950年代から1960年代にかけて建てなおされ、集合住宅となった。2000年代の再開発によって、グルバヴィツァ（Grbavica）地区などは完全に様相が変わった。
新しい戸建の住宅が立ち並ぶ地区は、街の中心から離れており、南西部のテレプ（Telep）はそうした地区としたはもっとも古いものに属する。一方、北部のクリサ（Klisa）、西部のアディツェ（Adice）、ヴェテルニチュカ・ランパ（Veternička Rampa）などは1990年代以降急速に拡大している。これは、一部には一連のユーゴスラビア紛争で家を失ったセルビア人難民の流入も影響している。

### 郊外の集落
ノヴィ・サド自治体には、ノヴィ・サド市街地（左岸地区、ペトロヴァラディン、スレムスカ・カメニツァ）の他に、12の村と1の町が含まれる。市の住民の23.7%は郊外に住んでおり、最も大きいのは市西部のフトグ（Futog、20,558人）、ヴェテルニク（Veternik、16,833人）であり、これらは特に1990年代には大きく拡大し、ノヴィ・サド市街地と接するようになった。
市内でもっとも孤立した集落はスタリ・レディンツィ（Stari Ledinci、823人）である。レディンツィ（Ledinci）、スタリ・レディンツィとブコヴァツ（Bukovac）は共にフルシュカ・ゴーラの斜面に位置しており、スタリ・レディンツィとブコヴァツへは舗装された道路は一本しかつながっていない。ノヴィ・サド市街地以外では、フトグは公式に町（都市型集落）と位置づけられており、それ以外の集落は村である。
スレムスキ・カルロヴツィやテメリン（Temerin）、ベオチン（Beočin）など、ノヴィ・サド自治体に隣接する自治体の一部も、ノヴィ・サドと公共交通機関を共有しており、経済的に深く結びついている。
| 番号 | 名前                                  | 分類 | 区                   | 人口(2009 data) |
| 1    | ベゲチュ（Begeč）                     | 村   | ノヴィ・サド区       | 3,502人         |
| 2    | ブディサヴァ（Budisava）              | 村   | ノヴィ・サド区       | 4,004人         |
| 3    | ブコヴァツ（Bukovac）                 | 村   | ペトロヴァラディン区 | 4,049人         |
| 4    | チェネイ（Čenej）                     | 村   | ノヴィ・サド区       | 2,134人         |
| 5    | フトグ（Futog）                       | 町   | ノヴィ・サド区       | 20,378人        |
| 6    | カチ（Kać）                           | 村   | ノヴィ・サド区       | 12,499人        |
| 7    | キサチュ（Kisač）                     | 村   | ノヴィ・サド区       | 5,566人         |
| 8    | コヴィリ（Kovilj）                    | 村   | ノヴィ・サド区       | 5,612人         |
| 9    | レディンツィ（Ledinci）               | 村   | ペトロヴァラディン区 | 1,881人         |
| 10   | ルメンカ（Rumenka）                   | 村   | ノヴィ・サド区       | 6,485人         |
| 11   | スタリ・レディンツィ（Stari Ledinci） | 村   | ペトロヴァラディン区 | 926人           |
| 12   | ステパノヴィチェヴォ（Stepanovićevo） | 村   | ノヴィ・サド区       | 2,216人         |
| 13   | ヴェテルニク（Veternik）              | 村   | ノヴィ・サド区       | 16,503人        |

## 行政

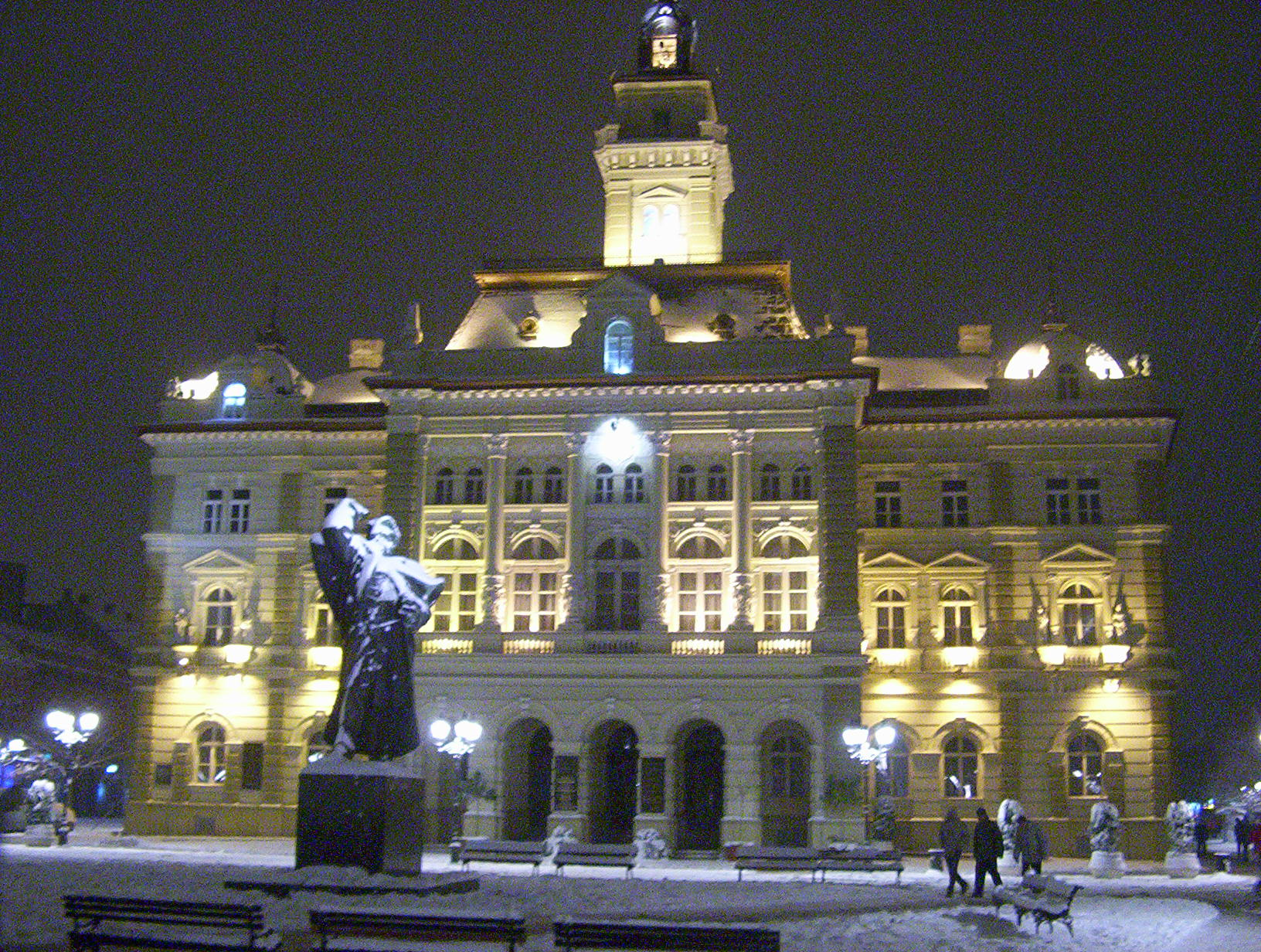
ノヴィ・サド市役所

ノヴィ・サドはヴォイヴォディナ自治州の行政の中心であり、ヴォイヴォディナ行政評議会（Executive Council）やヴォイヴォディナ議会（Provincial Assembly）が置かれている。
ノヴィ・サド市の統治機構は、住民を代表する議会と、市長と市政府から成る行政府。市議会の議員と市長は直接選挙によって選出される。市議会には78議席あり、市政府は11人によって構成される。市長と市議会議員は4年ごとに選挙で選ばれる。市政府の構成員は市長の指名に基づき、議会で賛成多数により承認される。
2008年のノヴィ・サド市長選挙では、民主党のイゴル・パヴリチッチ（Igor Pavličić）が市長に選ばれ、市議会で与党を構成するのは民主党、G17+、共にヴォイヴォディナのために（Together for Vojvodina）、ハンガリー人連合（Hungarian Coalition）である。
2002年にノヴィ・サドが特別市となって以降、ノヴィ・サドは46の地区（local communities）に分けられ、ドナウ川を境としてノヴィ・サド区とペトロヴァラディン区の2つの区が設置された。

## 国際関係

### 姉妹都市・友好都市提携
ノヴィ・サドは国外の複数の都市と姉妹都市提携を結んでいる。旧市街の通りのひとつがイタリアのモデナの名を付けられており、逆にモデナの中心部の広場にはパルコ・ディ・ピアッツァ・ダルミ・ノヴィ・サド（Parco di Piazza d'Armi Novi Sad）と名付けられている。イギリス、ノリッジのウェンサム川（River Wensum）にかかる橋には「ノヴィ・サド友好橋」と名付けられている。姉妹都市提携のほかにも、ノヴィ・サドはヨーロッパの多くの都市との協力提携を結んでいる。2006年の時点で、ノヴィ・サドは以下の都市と姉妹都市となっている:
- ボスニア・ヘルツェゴビナ バニャ・ルカ
- モンテネグロ ブドヴァ
- ドイツ ドルトムント[20]
- ギリシャ エリウーポリ（Helioupolis
- イタリア モデナ
- ロシア イルクーツク
- ロシア ニジニ・ノヴゴロド
- イギリス ノリッジ
- 中華人民共和国 長春市
- ハンガリー ペーチ
- ルーマニア ティミショアラ

## 住民
ノヴィ・サドはヴォイヴォディナで最大の都市であり、セルビアでは首都ベオグラードに次いで2番目に大きい。ノヴィ・サドの人口は伸び続けており、1991年の国勢調査によると、住民の56.2%が1961年から1991年の間にヴォイヴォディナの他の地域から、15.3%がボスニア・ヘルツェゴビナから、11.7%が中央セルビアから移り住んできている。
2002年の国勢調査によると、市街地の人口は216,583人であり、ノヴィ・サド市全体では299,294人が居住している。2004年12月31日時点でのセルビア統計局による公式推計によると、ノヴィ・サド市の人口は306,853人となっている。ノヴィ・サド市役所による2009年12月の推計では、ノヴィ・サド市街地の人口は284,426人、市全域の人口は370,757人である。2002年の国勢調査による市街地の人口密度は1,673.7/km²となっている。
ノヴィ・サド市街地をはじめ、市内のほとんどの集落ではセルビア人が多数派であるが、キサチュ（Kisač）の村ではスロバキア人が多数派を形成している。

## 経済

セルビア石油産業の本社・NISビルディング（NIS building）

ヴォイヴォディナはセルビアで最も肥沃な農業地帯であり、ノヴィ・サドはヴォイヴォディナの経済の中心地である。ノヴィ・サドはセルビアや、旧ユーゴスラビア連邦圏の諸国のなかでも重要な経済拠点のひとつである。ノヴィ・サドの事務所面積は合計で3,621,012平方メートルある。
ノヴィ・サドはユーゴスラビアの中では常に先進的な都市の一つであった。1981年、ノヴィ・サドの一人当たり域内総生産はユーゴスラビア全体の平均の1.72倍であった。1990年代に入ると、ノヴィ・サドは他のセルビアの地域同様、紛争に伴う禁輸やユーゴスラビア・ディナールのハイパーインフレによって経済的に苦しんだ。国際的な禁輸措置や経済不振は、ノヴカベル（Novkabel、電線）、ポベダ（Pobeda、金属）、ユーゴアラート（Jugoalat、工具）、アルブス（Albus）、HINS（化学）などの大規模な製造業を廃業や縮小に追いやるなど、甚大な影響を与えた。事実上、この期間を生き延びた唯一の大規模な工場は、シャンガイ（Šangaj）地区近くの火力発電所に隣接する石油精製施設のみである。
ノヴィ・サドの経済は2001年から強い成長へと転じ、1990年代の苦境からはほぼ回復している。21世紀以降、産業の主体を製造業から第三次産業に移してきている。国営・公営企業の民営化や、活発な民間の経済活動によって、民営企業によるシェアは95%を超えるようになった。市の経済成長の大部分を担っているのは中小企業である。
ノヴィ・サドの金融拠点としての特色は、本社を置く銀行の数にも見て取ることができ、ヴォイヴォジャンスカ銀行（Vojvođanska Bank）、エルステ銀行ノヴィ・サド（Erste Bank）、TOP銀行セルビア（OTP banka Srbija）、メリディアン銀行（Meridian Bank）、メタルス銀行（Metals Bank）、NLBコンティネンタル銀行（NLB Continental Bank）、パノンスカ銀行（Panonska Bank）がノヴィ・サドに本社を置いているほか、セルビア第二の保険会社であるDDORノヴィ・サド（DDOR Novi Sad）もノヴィ・サドに本社を置いている。また、国営の石油会社であるセルビア石油産業もノヴィ・サドを本社としている。また、小麦の商品取引所もある。
2005年末の時点で、セルビア統計局が発行した発展した自治体の一覧の中で、ノヴィ・サドはベオグラード市を構成する自治体やベチェイ（Bečej）に次ぐ7位にノヴィ・サドを掲げており、一人当たり域内総生産はセルビア全土平均の201.1%に上る。

## 社会と文化

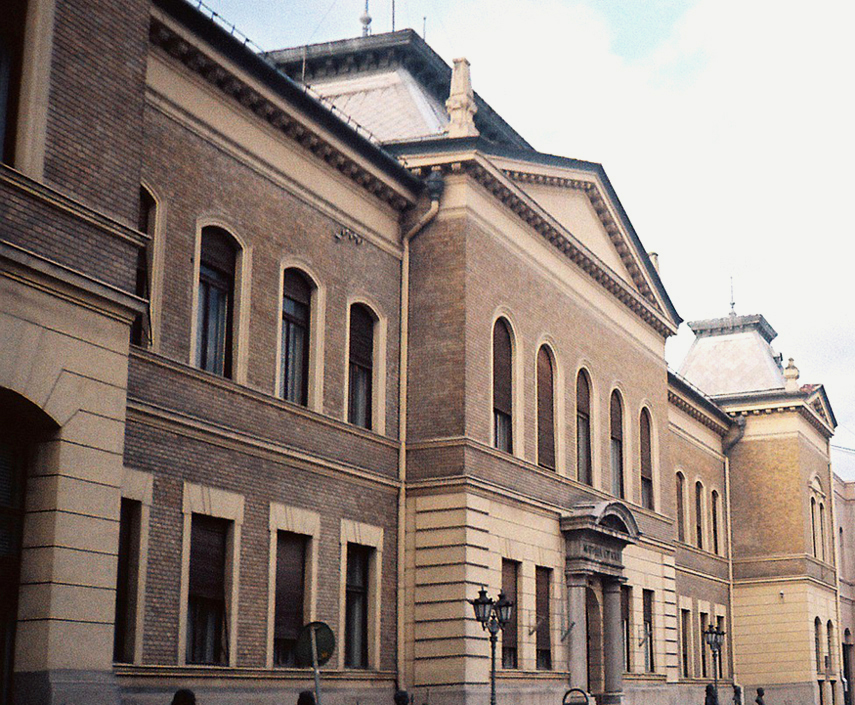
マティツァ・スルプスカ（Matica srpska）は、全セルビアの文化に関する重要な機関である

19世紀には、ノヴィ・サドはセルビア文化の中心地であり、「セルビアのアテネ」と称された。この時代、19世紀末から20世紀初頭にかけてのほぼすべてのセルビア人の小説家、詩人、法律家、作家はノヴィ・サドに住むか、この地での仕事を経験している。この中には、ヴーク・カラジッチやミカ・アンティッチ（Mika Antić）、ジュラ・ヤクシッチ（Đura Jakšić）などもいた。マティツァ・スルプスカ（Matica srpska）は、セルビアで最古の文化的・科学的研究機関であり、1864年にブダペストからノヴィ・サドに移転してきた。マティツァ・スルプスカの図書館には、80万点をこえる書物が収められている。セルビア国立劇場（Serbian National Theatre）は、プロの劇場としては南スラヴ最古であり、1861年にノヴィ・サドに誕生した。
現在のノヴィ・サドはベオグラードに次ぐセルビア第2の文化的拠点であり、ノヴィ・サド市政は、各種の文化的催しや音楽コンサートにとってより魅力的な街となるよう努めている。2000年以降、ノヴィ・サドはEXITフェスティバル（EXIT festival）の主催地となった。EXITフェスティバルはセルビア、そしてバルカン最大の夏の音楽コンサートである。また、前衛劇の唯一の祭典・INFANTや、児童文学の重要祭典であるズマイ子ども大会（Zmaj Children Games）、国際ノヴィ・サド文学祭（International Novi Sad Literature Festival）、ステリイノ・ポゾリェ（Sterijino pozorje）、ノヴィ・サド・ジャズ・フェスティバル（Novi Sad Jazz Festival）などがこの地で開催される。セルビア国立劇場の他にも、青年劇場（Youth Theatre）、文化センター、ノヴィ・サド劇場（Novi Sad Theatre）といった劇場がある。ノヴィ・サド・シナゴーグ（Novi Sad Synagogue）でも数多くの街の文化的催しが行われている。この他のノヴィ・サドの文化機関としては、セルビア科学芸術アカデミーの分校、マティツァ・スルプスカの図書館、ノヴィ・サド市図書館、アズブクム（Azbukum）などがある。また、ノヴィ・サドはヴォイヴォディナ自治州の文化機関の所在地ともなっており、ヴォイヴォディナ科学技術アカデミーや、1565年に遡るヴォイヴォディナの古い文書類を収集・保管しているヴォイヴォディナ・アーカイブがある。

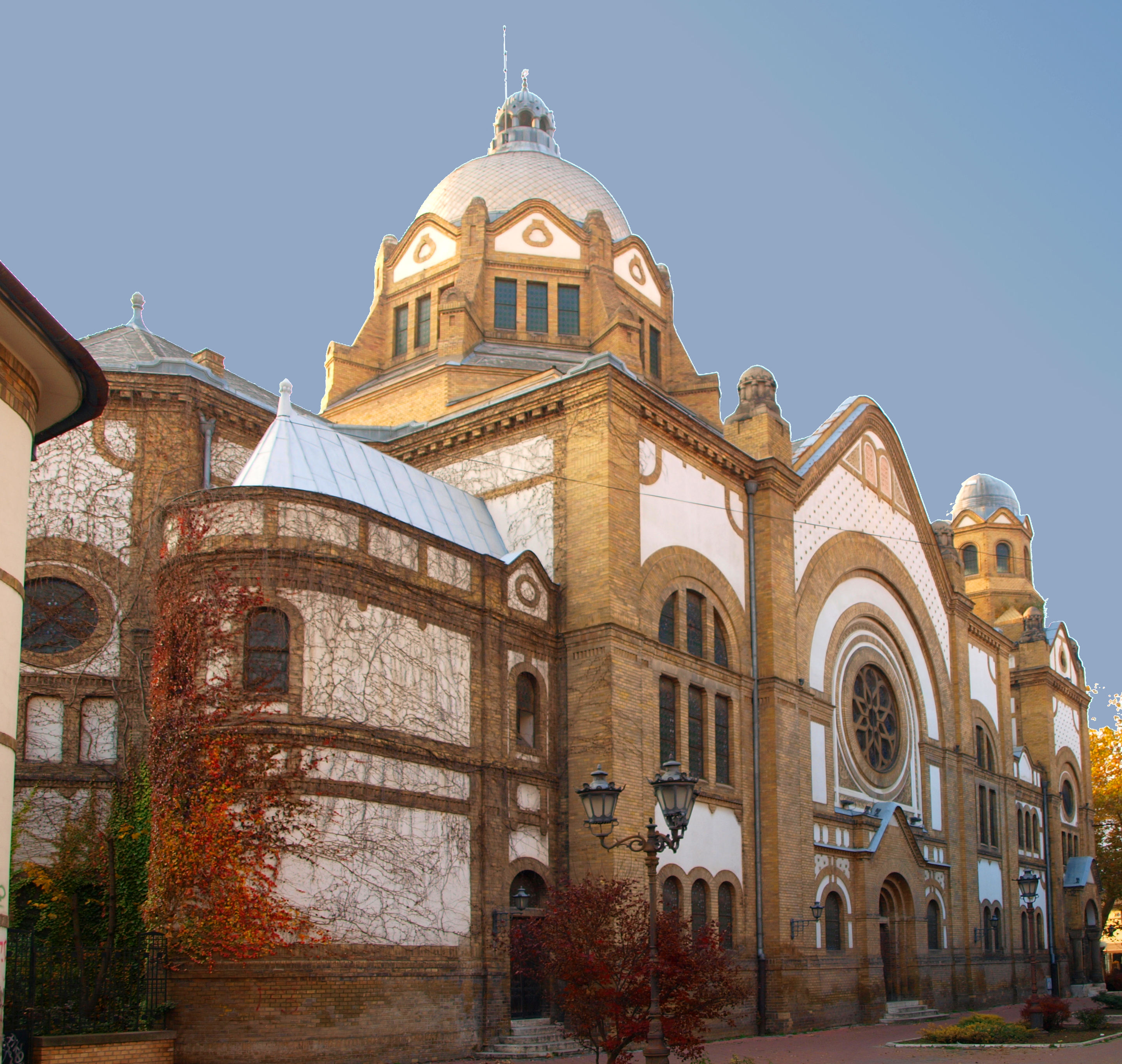
シナゴーグ

### 博物館と美術館
ノヴィ・サドには2つの博物館と、公有・私有の多くの美術館がある。最も有力な博物館としてヴォイヴォディナ博物館（Museum of Vojvodina）がある。ヴォイヴォディナ博物館は1847年にマティツァ・スルプスカによって設立され、セルビア文化と歴史上のヴォイヴォディナの人々の暮らしに関する物品を収集している。ペトロヴァラディン要塞にあるノヴィ・サド博物館は、要塞の歴史に関する常設の博物館である。
マティツァ・スルプスカの美術館は、ノヴィ・サドで最も大きく権威あるもので、街の中心に2つのギャラリーを持っている。この他に、美術コレクション - ライコ・マムジッチの寄贈品コレクション（The Gallery of Fine Arts - Gift Collection of Rajko Mamuzić）や、1900年代から1970年代にかけてのセルビア美術の最大のコレクションのひとつであるパヴレ・バリャンスキ記念コレクション（The Pavle Beljanski Memorial Collection）などがある。

### 教育

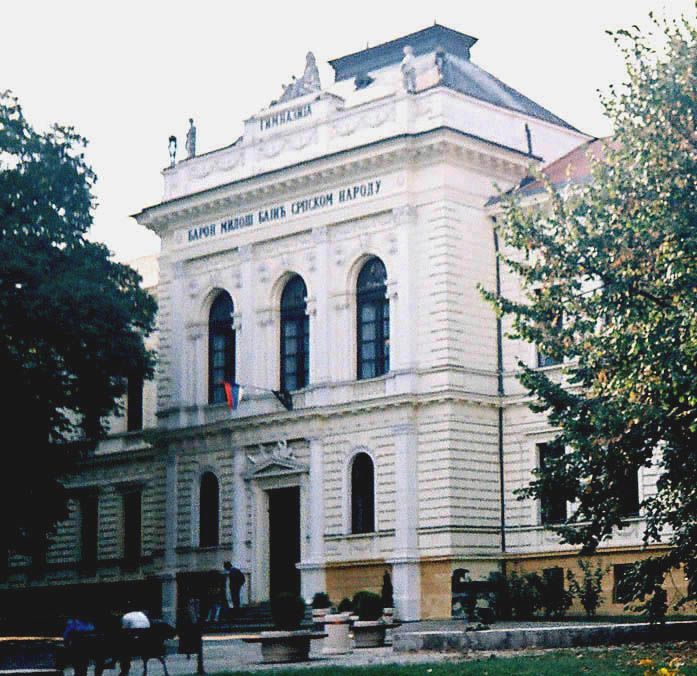
ヨヴァン・ヨヴァノヴィッチ・ズマイ・ギムナジウム（Jovan Jovanović Zmaj Grammar School）、1810年に創立されたノヴィ・サドで最古の学校

ノヴィ・サドはセルビアで有数の高等教育・研究の拠点であり、2つの大学と数多くの職業学校、技術学校、私立の専門学校、研究所などがあり、独自の出版機関をもった法学校もある。
ノヴィ・サドには2つの総合大学と7つの私立の専門学校がある。ノヴィ・サドで最大の教育機関は、ノヴィ・サド大学（University of Novi Sad）であり、およそ3万8千人の学生と2千7百人の職員がいる。ノヴィ・サド大学は1960年に9学部で開設され、うち7学部は現在のノヴィ・サド大学キャンパスに置かれている。この他に高等教育機関としてノヴィ・サド公開大学（Novi Sad Open University）とノヴィ・サド神学校（Novi Sad Theological College）がある。
ノヴィ・サドには36の初等学校（33の普通学校と3の特殊学校）があり、およそ2万6千人が在籍している。中等教育機関には、11の職業学校と4のギムナジウムがあり、1万8千人ほどが在籍している。

### 民俗文化
ノヴィ・サドには数多くの文化・芸術のクラブがあり、これらは多文化が共存するノヴィ・サドを象徴するものである。文化・芸術に関する組織の多くは、その名前に「KUD（Kulturno Umetnicko Drustvo）」と冠している。よく知られたものとして、KUDスヴェトザル・マロヴィッチ（KUD Svetozar Marković）、AKUDソニャ・マリンコヴィッチ（AKUD Sonja Marinković）、ZKUDジェリェズニチャル（SKUD Željezničar）、FAヴィラ（FA Vila）、そして1900年創設のSZPDネヴェン（SZPD Neven）などがある。これらはいずれも、全ての市民に開放されている。
少数民族に属する市民の伝統・民俗文化・民謡のための組織もあり、ハンガリー人によるMKUDペテーフィ・シャーンドル（MKUD Petőfi Sándor）、スロバキア人のSKUDパヴェル・ヨゼフ・シャファーリク（SKUD Pavel Jozef Safarik）、ルシン人によるRKPDノヴィ・サド（RKPD Novi Sad）や、ブルガリア人、スロベニア人、ユダヤ人、クロアチア人のクラブもある。

### メディアと出版
ノヴィ・サドには2つの有力な日刊紙、ドネヴニク（Dnevnik）とグラジャンスキ・リスト（Građanski list）があり、ともにセルビア語で発行されている。2006年までは、ハンガリー語の新聞マジャル・ソー（Magyar Szó）の本社はノヴィ・サドに置かれていたが、スボティツァに移転した。ノヴィ・サドは、地域の公共放送であるRTVヴォイヴォディナ（Radio Television of Vojvodina）や、市の公共放送アポロ（Apolo）、民間放送のカナル9、パノニヤ、RTVモストの本社が置かれている。ノヴィ・サドを拠点とするラジオ局もあり、Radio 021やRadio Asなどがある。
ノヴィ・サドはまた出版業の一大拠点でもある。有力な出版社としては、マティツァ・スルプスカ（Matica srpska）、スティロス（Stilos）、プロメテイ（Prometej）、ゾラン・ストヤンコヴィッチ（Zoran Stojanovic）出版部、IPアドレサ（IP Adresa）などがある。文学や芸術に関する定期刊行物として、最古のセルビア語の雑誌であるレトピス・マティツェ・スルプスケ（Letopis Matice srpske）や、ノヴィ・サド文化センターが発行するポリャ（Polja）、ノヴィ・サド作家協会（Association of Writers of Vojvodina）が発行するズラトナ・グレダ（Zlatna greda）などがある。

### 観光

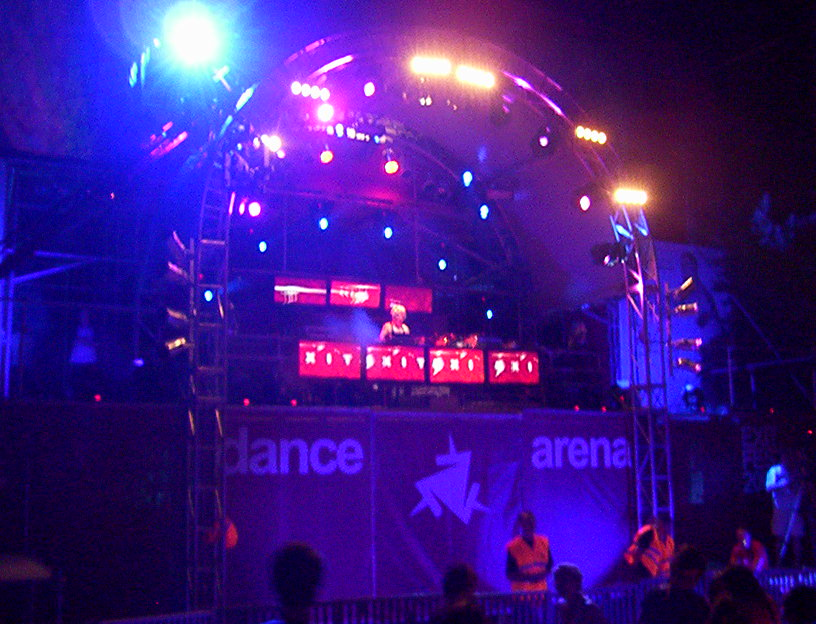
EXITフェスティバルの人気ステージ「ダンス・アリーナ」（2006年）

セルビアの政治体制が変わり、より西側諸国に対して開かれた国となった2000年以降、ノヴィ・サドへの観光客の数は増加している。毎年7月の上旬に、EXITフェスティバル（EXIT music festival）が開催され、ヨーロッパ各地から多くの若者が押し寄せる。2005年には15万人がフェスティバルを訪れており、ヨーロッパの夏のフェスティバルの一つとしてノヴィ・サドの名が刻まれることとなった。EXITフェスティバルの他には、ノヴィ・サド・フェア（Novi Sad Fair）は多くの実業家を街に引き寄せており、2005年5月の農業展には60万人が訪れた。街の中心部ヴァラディン橋（Varadin Bridge）近くの観光港では、ドナウ川をクルーズする多くの観光船を受け入れている。
ノヴィ・サドで最大の観光資源となっているのはペトロヴァラディン要塞（Petrovaradin Fortress）であり、街の眺めを象徴する存在となっている。要塞の他には、博物館や記念碑、レストラン、カフェ、店舗があつまる旧市街（Stari Grad）も有力な観光資源である。フルシュカ・ゴーラ（National Park of Fruška Gora）国立公園は、街の中心から20キロメートルのところに位置している。

### スポーツ

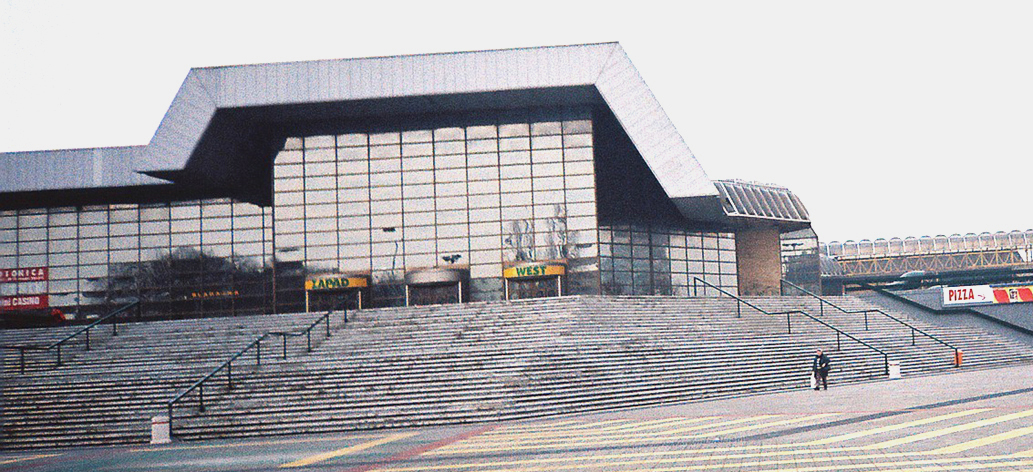
1981年に造られたSPENSスポーツ・センター（Spens Sports Center）

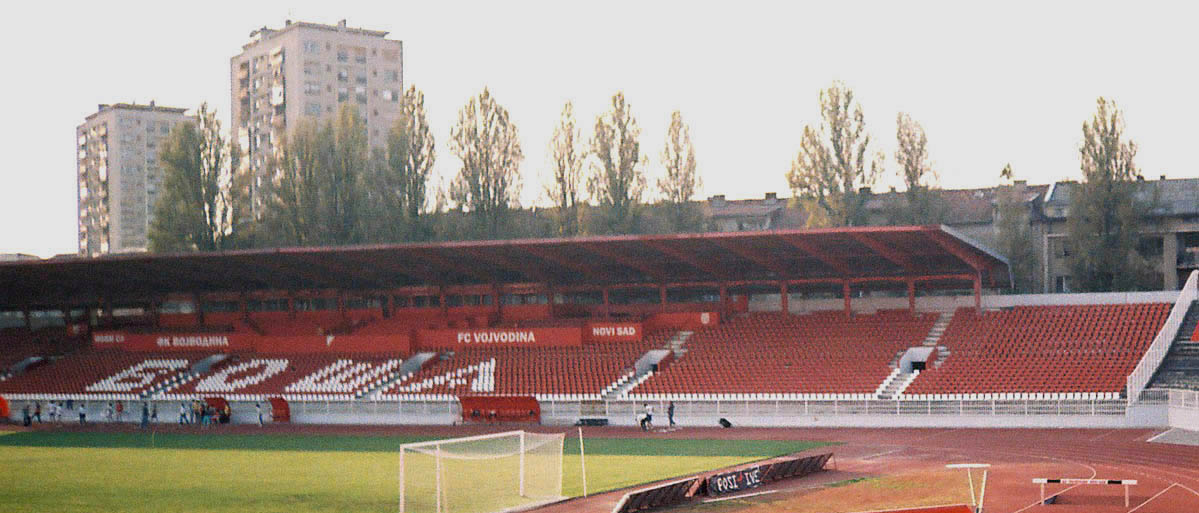
カラジョルジェ競技場（Karađorđe Stadium）

ノヴィ・サドにおける近代スポーツの歴史は、1790年に射撃協会の創立に遡ることができる。しかし、市のスポーツが本格的な発展をみるのは、1959年に市体育文化協会ができてからのことであり、1981年にはSPENSスポーツ・センター（Spens Sports Center）が建造された。ノヴィ・サドでは220程度のスポーツ組織が活動している。ノヴィ・サドは、セルビアでは、ベオグラードに次いでスポーツの充実した都市となっている。
もっとも人気のあるスポーツはサッカーである。ノヴィ・サドやその郊外の町・村には多くのサッカー球技場がある。セルビア・スーペルリーガに属するFKヴォイヴォディナの他にも、FKムラドスト、RFKノヴィ・サド1921、FKカベル（FK Kabel）、FKスラヴィヤ（FK Slavija）などクラブが多数ある。
第1回の近代オリンピック大会である1896年のアテネオリンピックには、ノヴィ・サドの市民が参加している。ノヴィ・サドから最も多くのオリンピック選手をだしたのは、1996年の夏季大会（アトランタオリンピック）であり、11人が参加して6つのメダルを受賞している。この他、1980年のモスクワオリンピックでは3人、モントリオールオリンピックと1956年のメルボルンオリンピックでは2人が大会に参加している。
ノヴィ・サドは1981年の卓球のヨーロッパ大会および世界大会、1990年の第29回チェス・オリンピアード、サンボの世界大会、柔道のバルカン大会および世界大会、1987のヨーロッパ・バスケットボール・サポルタ・カップ（Cup winners cup）の決勝戦、バレーボールヨーロッパ大会決勝リーグの開催地となった。この他、ノヴィ・サドはバレーボール世界リーグの主催や、恒例のノヴィ・サド・マラソン、国際スイミング・ラリーなどのイベントが開かれている。2005年9月の16日から20日にかけては、2005年バスケットボール男子欧州選手権の共同主催地となった。
HKヴォイヴォディナは、地域で初のホッケー大会を主催した。チェコから訪れた学生らによって1957年に創設され、以降チームおよび青少年活動を続けている。この間、HKヴォイヴォディナは6回のユーゴスラビアおよびセルビアのチャンピオン・カップを制覇した。2009年3月には、クロアチアとセルビア合同の大会であるパンノニア・リーグ（Panonian League）で優勝を果たしている。この時、会場で火災が発生し、設備が使えなくなる事態が起こった。2009年アイスホッケー世界選手権ディビジョンII（2009 IIHF World Championship Division II）はノヴィ・サドが主催地となり、セルビアは優勝して翌年はディビジョンI（2010 IIHF World Championship Division I）に昇格した。
| クラブ                             | スポーツ         | 創設   | リーグ                                                | 競技場                                         |
| ---------------------------------- | ---------------- | ------ | ----------------------------------------------------- | ---------------------------------------------- |
| FKヴォイヴォディナ・ノヴィ・サド   | サッカー         | 1914年 | セルビア・スーペルリーガ                              | カラジョルジェ競技場（Karađorđe Stadium）      |
| KKヴォイヴォディナ（KK Vojvodina） | バスケットボール | 2000年 | ナシャ・シナルコ・リーガ（Sinalco Superleague）       | SPENSスポーツ・センター（Spens Sports Center） |
| KKノヴィ・サド（KK Novi Sad）      | バスケットボール | 1985年 | シナルコ・スーペルリーガ（Sinalco Superleague）       | SPENSスポーツ・センター                        |
| OKヴォイヴォディナ・ノヴィサド     | バレーボール     | 1946年 | セルビア・バレーボル・リーグ（Serbian volley league） | SPENSスポーツ・センター                        |
| HKヴォイヴォディナ（HK Vojvodina） | アイスホッケー   | 1957年 | セルビア・ホッケー・リーグ（Serbian Hockey League）   | SPENSスポーツ・センター                        |
| HKノヴィ・サド（HK Novi Sad）      | アイスホッケー   | 1998年 | セルビア・ホッケー・リーグ                            | SPENSスポーツ・センター                        |

### レジャーとレクリエーション

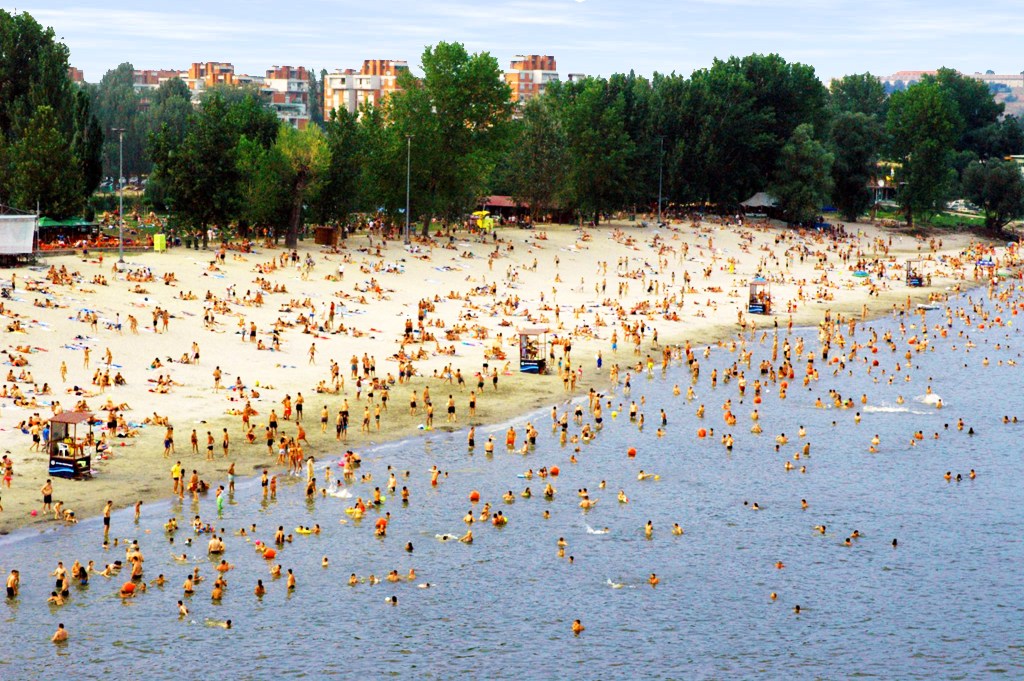
シュトランド - ドナウ川沿いのビーチ

スポーツ・イベントへの参加の他にも、ノヴィ・サドの市民は様々なレクリエーションやレジャー活動に参加している。サッカーやバスケットボールは、最も多くの人が参加して楽しんでいるチーム競技である。サイクリングもまた非常に盛んである。ノヴィ・サドのなだらかな平地と、起伏に富んだフルシュカ・ゴーラ山地のオフロードは、サイクリングにはうってつけである。毎日多くの人々が道路や専用の自転車道でのサイクリングを楽しんでいる。
フルシュカ・ゴーラ国立公園にも近く、週末には多くの市民がフルシュカ・ゴーラのハイキング道やレストラン、修道院などを訪れる。5月の最初の週末には、フルシュカ・ゴーラ・マラソンが開催され、ハイキング道には多くのハイカー、ランナー、サイクリストが来る。夏のレディンツィ湖（Lake of Ledinci）や、ドナウ川沿いのビーチも市民の憩いの場となっており、中でもリマン（Liman）地区のシュトランド（Štrand）のビーチには多くの人々が訪れる。川にはレクリエーション用のマリーナもある。

## 交通

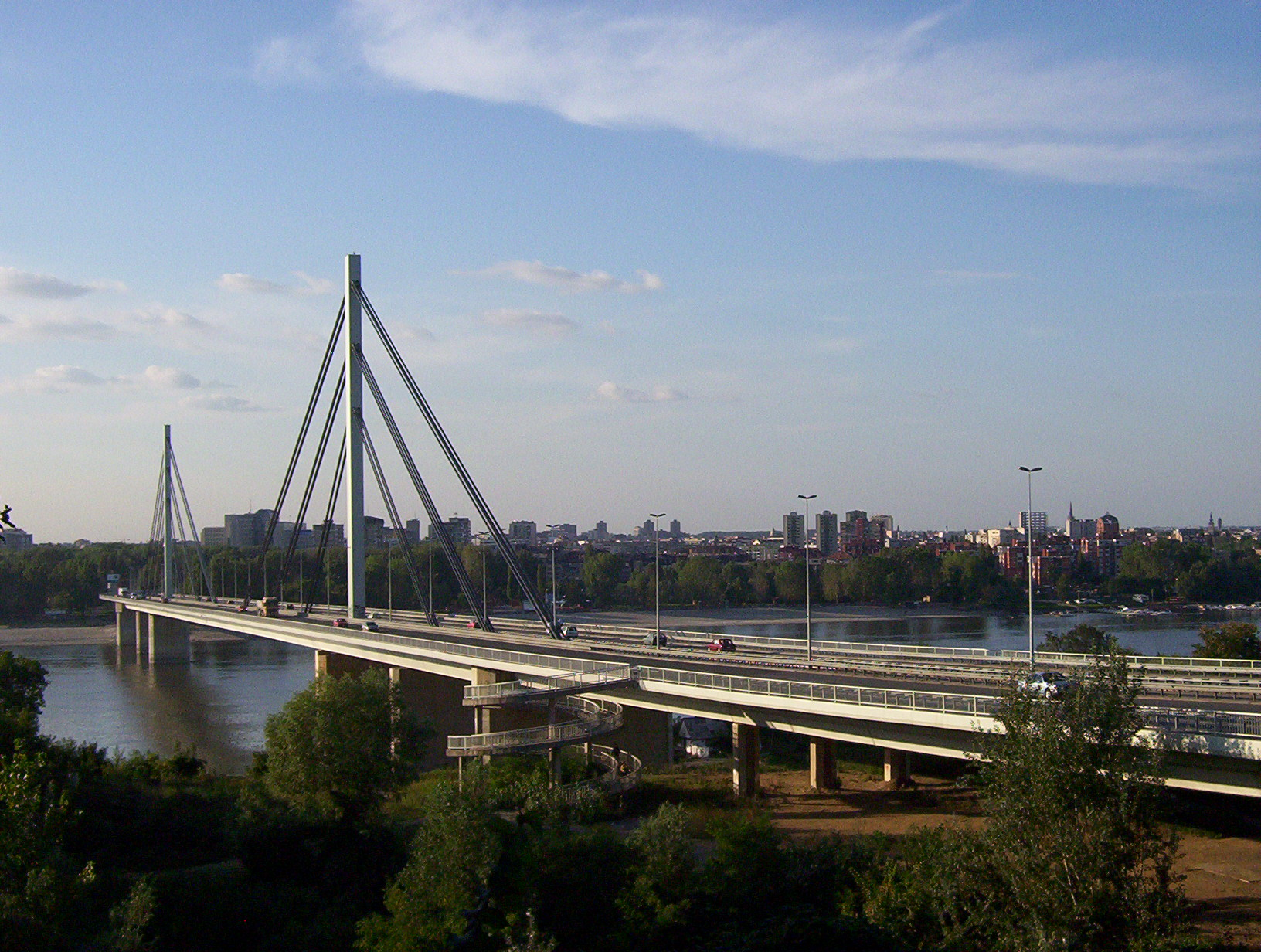
2005年に再建された自由橋（Liberty Bridge）。元の橋は1999年のNATOの空爆により破壊された。

ノヴィ・サドからは、スボティツァとズレニャニンへとつながる高速道路、ベオグラードへつながる幹線道路、ウィーンやブダペスト、キエフ、モスクワなどヨーロッパ各都市へとつながる鉄道が通っている。市内ブレヴァル地区にはセルビア鉄道ベオグラード-スボティツァ線のノヴィ・サド駅がある。駅の屋根が崩落する事故が2024年11月1日に起き、14人が死亡した。
ノヴィ・サドの代表的な建造物としてドナウ川に架かる橋があり、戦争のたびに破壊され、再建が繰り返されている。また、ドナウ川に面していることから、河川港が整備されており、バージや河川タンカーによる物流に活用されている。
ベオグラード・ニコラ・テスラ空港からは90キロメートルほどであり、空港からはヨーロッパ各都市へと航路が結ばれている。また、町の北側16kmには農業などに使用される小規模のノヴィ・サド飛行場があり、商業飛行場として拡張する計画がある。

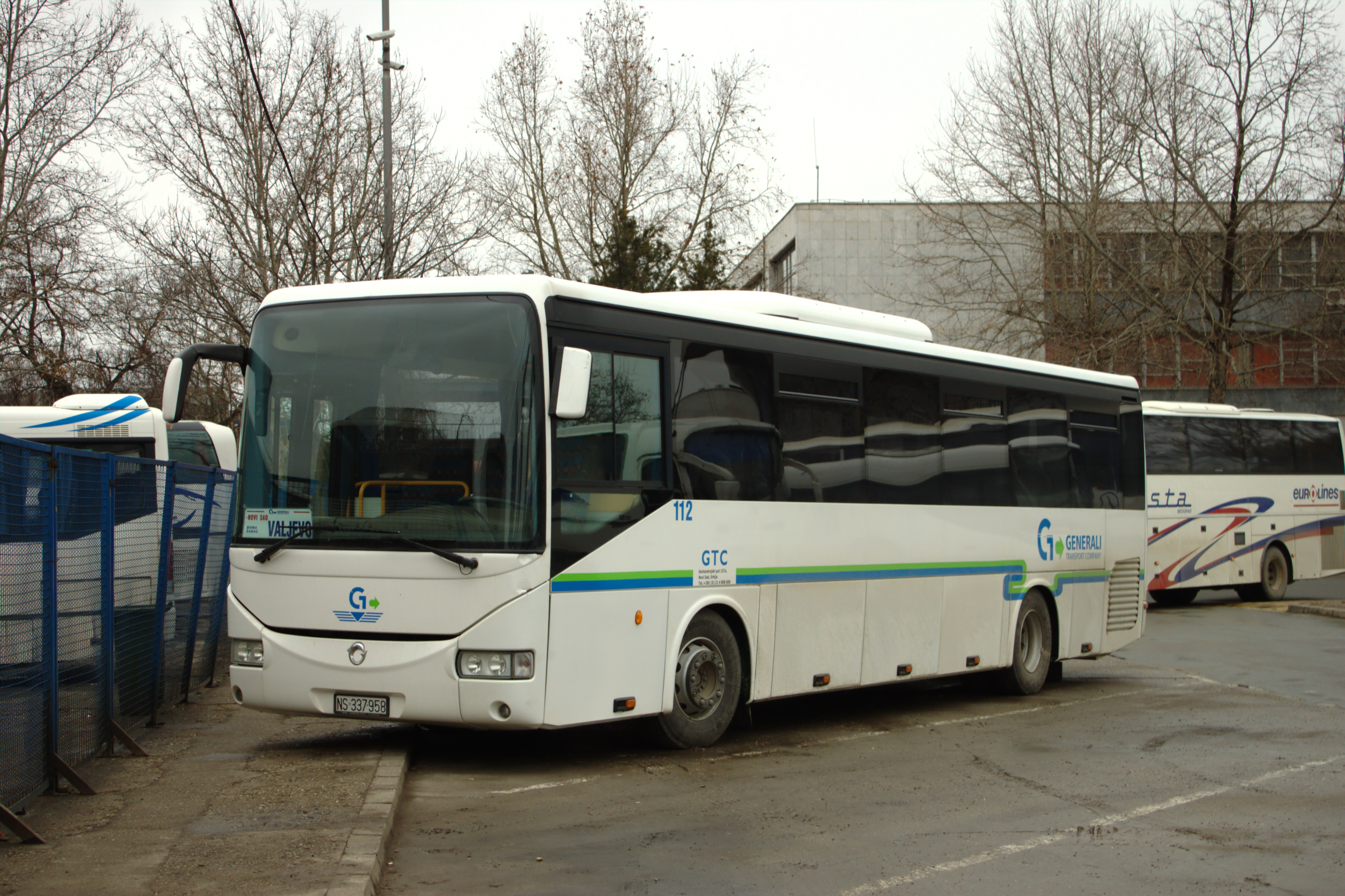
長距離バスターミナルに停車中の高速バス車両

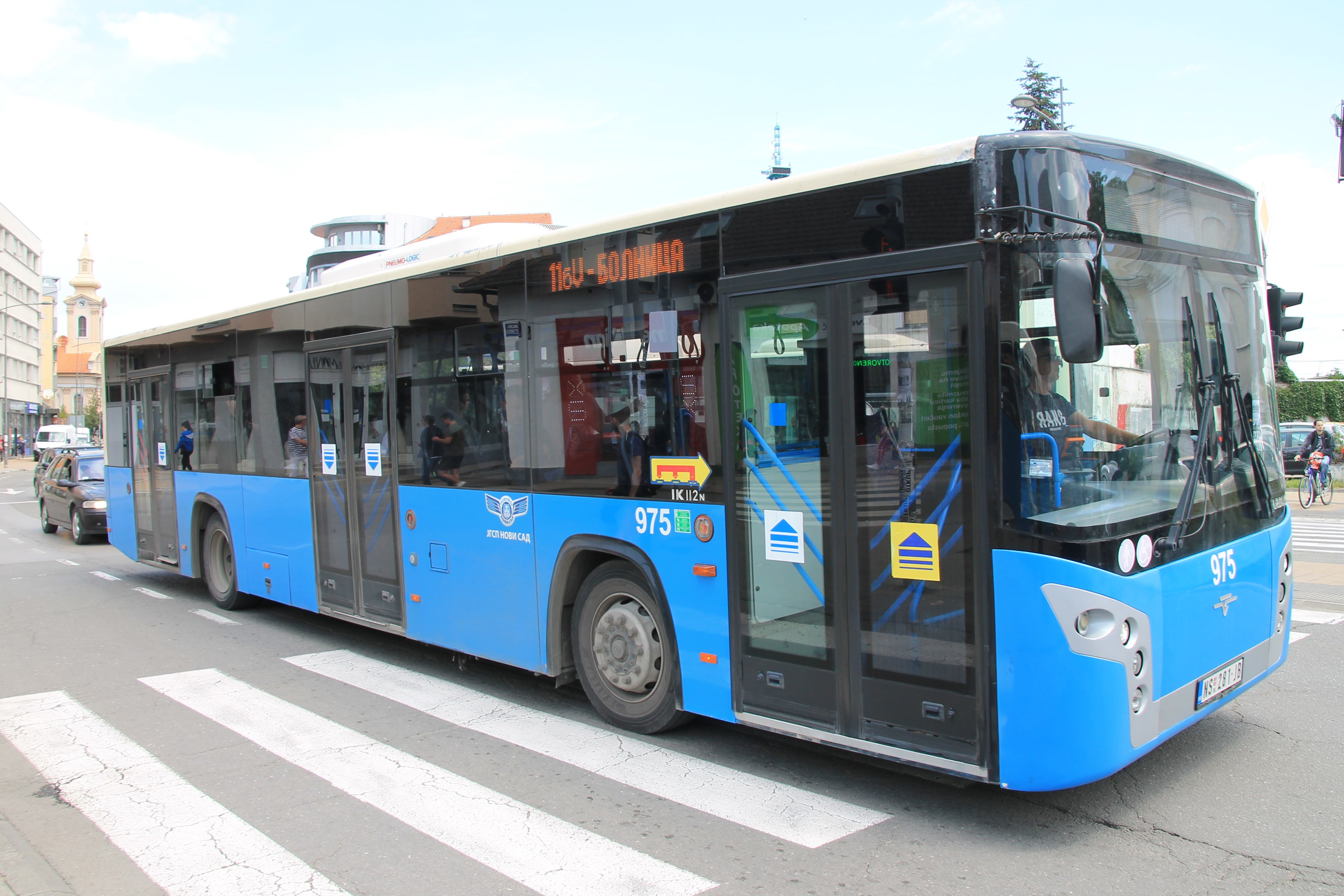
市バス

市内・近郊の公共交通機関はバスが要である。路線バスには、21の市街地路線と、29の郊外路線がある。運営しているのはJGSPノヴィ・サドであり、バスターミナルはブレヴァル（Liberation Boulevard）にある。加えて、多くのタクシー会社が市内で営業している。かつては路面電車もあったが、1957年に廃止された。